# Картиляно
Картиля̀но (на италиански: Cartigliano; на венециански: Cartijan, Картиян) е малко градче и община в Северна Италия, провинция Виченца, регион Венето. Разположено е на 86 m надморска височина. Населението на общината е 3800 души (към 2015 г.).